# Miłczo Lewiew
Miłczo Lewiew buł. Милчо Левиев (ur. 19 grudnia 1937 w Płowdiwie, zm. 12 października 2019 w Salonikach) – bułgarski pianista oraz kompozytor jazzowy.

## Życiorys
Absolwent Bułgarskiej Państwowej Akademii Muzycznej, na której w 1960 uzyskał tytuł magistra z kompozycji. Następnie pracował jako dyrektor muzyczny Big Bandu Bułgarskiego Radia i Telewizji. Był wtedy również członkiem kwartetu Jazz Focus, który otrzymał w 1967 nagrodę na Festiwalu w Monterey.
W ciągu całej swojej kariery, pracował z wieloma muzykami. Między innymi, przez pewien czas mieszkał w Niemczech, gdzie współpracował z Albertem Mangelsdorffem. W latach 70. przeniósł się do Stanów Zjednoczonych, aby grać w big bandzie Don Ellisa, a następnie w latach 80. nawiązał współpracę z The Manhattan Transfer. Wtedy założył również, m.in. razem z Peterem Erskinem, kwartet Free Flight. Poza tym, pracował także z takimi muzykami jak Billy Cobham, Airto Moreira, Gerald Wilson, Ray Pizzi, Ray Brown, Buddy Collette czy Mundell Lowe. Natomiast od początku lat 90. Miłczo zaczął udzielać solowych koncertów w Europie.

## Twórczość

### Dyskografia
- Jazz Focus (1968)[7]
- Tears of Joy (razem z orkiestrą Don Ellisa; 1971)[8]
- Connection (razem z orkiestrą Don Ellisa; 1972)[9]
- Soaring (razem z orkiestrą Don Ellisa; 1972)[10]
- Haiku (razem z orkiestrą Don Ellisa; 1974)[11]
- Total Eclipse (razem z Billy Cobham; 1974)[5]
- A Funky Thide of Sings (razem z Billy Cobham; 1975)[12]
- Virgin Land (razem z Airto Moreira; 1975)[6]
- Blue Levis (1978)[13]
- Fantasy Without Limits (razem z L. Subramaniam, Frank Morgan, Emil Richards; 1980)[13]
- Music For Big Band And Symphony Orchestra (1981)[13]
- First Meeting (razem z Charlie Haden; 1986)[13]
- Bulgarian Piano Blues (1990)[13]
- Up & Down (razem z Dave Holland; 1993)[13]
- Man From Plovdiv (1999)[13]
- Chamber Music (2000)[13]
- Multiple Personalities (2006)[13]
- Nina (razem z Vicky Almazidu; 2015)[13]
- Quiet March (2015)[13]

### Wybrana muzyka filmowa[14][15]
- Търси се спомен (1963)
- Горещо пладне (1965)
- Мъже (1966)
- Objazd (1967)
- Ósmy (1969)
- Poniedziałek rano (1988)
- List do Ameryki (2001)
- Electric Heart: Don Ellis (2007)
- W deszczowy dzień (2013)